# Taenaris bisae
Taenaris bisae är en fjärilsart som beskrevs av Rothschild 1916. Taenaris bisae ingår i släktet Taenaris och familjen praktfjärilar. Inga underarter finns listade i Catalogue of Life.